# 松田定次
松田 定次（まつだ さだつぐ、1906年11月2日 - 2003年1月20日）は、昭和期の映画監督。

## 人物
戦前はマキノ・プロダクション→新興キネマ→日活→大日本映画、戦後は異母弟のマキノ光雄が製作責任者だった東横映画・東映に属して時代劇映画を量産しヒットシリーズ作を多く手がける。特に、東映時代は東映京都のトップ監督として君臨し、東映オールスターの忠臣蔵映画を3本も演出するなど、プログラムピクチャー大作を多く手掛けた。
父親は「日本映画の父」と称された、マキノ・プロダクションの創設者・牧野省三。映画監督のマキノ雅弘の異母兄。妻は女優の松浦築枝、脚本家の松田寛夫は長男（養子）。

## 主な代表作略歴
戦前は嵐寛寿郎の代表作『鞍馬天狗』シリーズを5作など多数を監督し、時代劇にとどまらず現代劇も多く手がけてゆく。
戦後、大映から東映に会社を代えて製作された『七つの顔』から始まる 片岡千恵蔵主演の現代劇『多羅尾伴内』シリーズを脚本・原作の比佐芳武と共に11作すべてを監督した。同じく千恵蔵主演の初の『金田一耕助』シリーズ映像化も6作のうち5作を監督や日本初の和製ガンアクション刑事映画の『にっぽんGメン』シリーズを2作、また市川右太衛門の代表作『旗本退屈男』シリーズの戦後作6作を手がけた。大友柳太朗の主演の『丹下左膳』シリーズを5作中4作、大川橋蔵の代表作『新吾十番勝負』シリーズを8作中6作監督し、東映スター俳優の活躍に貢献した。
シリーズ作以外は片岡千恵蔵を主演にした1956年の東映オールスター時代劇『赤穂浪士 天の巻 地の巻』や1959年の『忠臣蔵 櫻花の巻・菊花の巻』、1961年の『赤穂浪士』なども手がけ、千恵蔵が清水の次郎長を演じた、オールスター時代劇『任侠清水港』シリーズ、月形龍之介主演の1959年の『水戸黄門　天下の副将軍』と1960年の『水戸黄門』のオールスター時代劇も監督し、大作映画のイメージを大きく残した。
更に特筆すべきは国産初の大友柳太朗主演で総天然色（イーストマンカラー）シネマスコープ（東映スコープ）『鳳城の花嫁』（1957年ゴールデンウイーク公開）を手掛け東映発足から僅か6年で業界首位を揺ぎ無き物にし時代劇王国にまで昇進させた。
その後はテレビ時代劇に進出し、月形龍之介主演のテレビシリーズの『水戸黄門』（1964）や大瀬康一の『鞍馬天狗』や栗塚旭の『風』をメイン監督として手がけた。

## 監督作品一覧

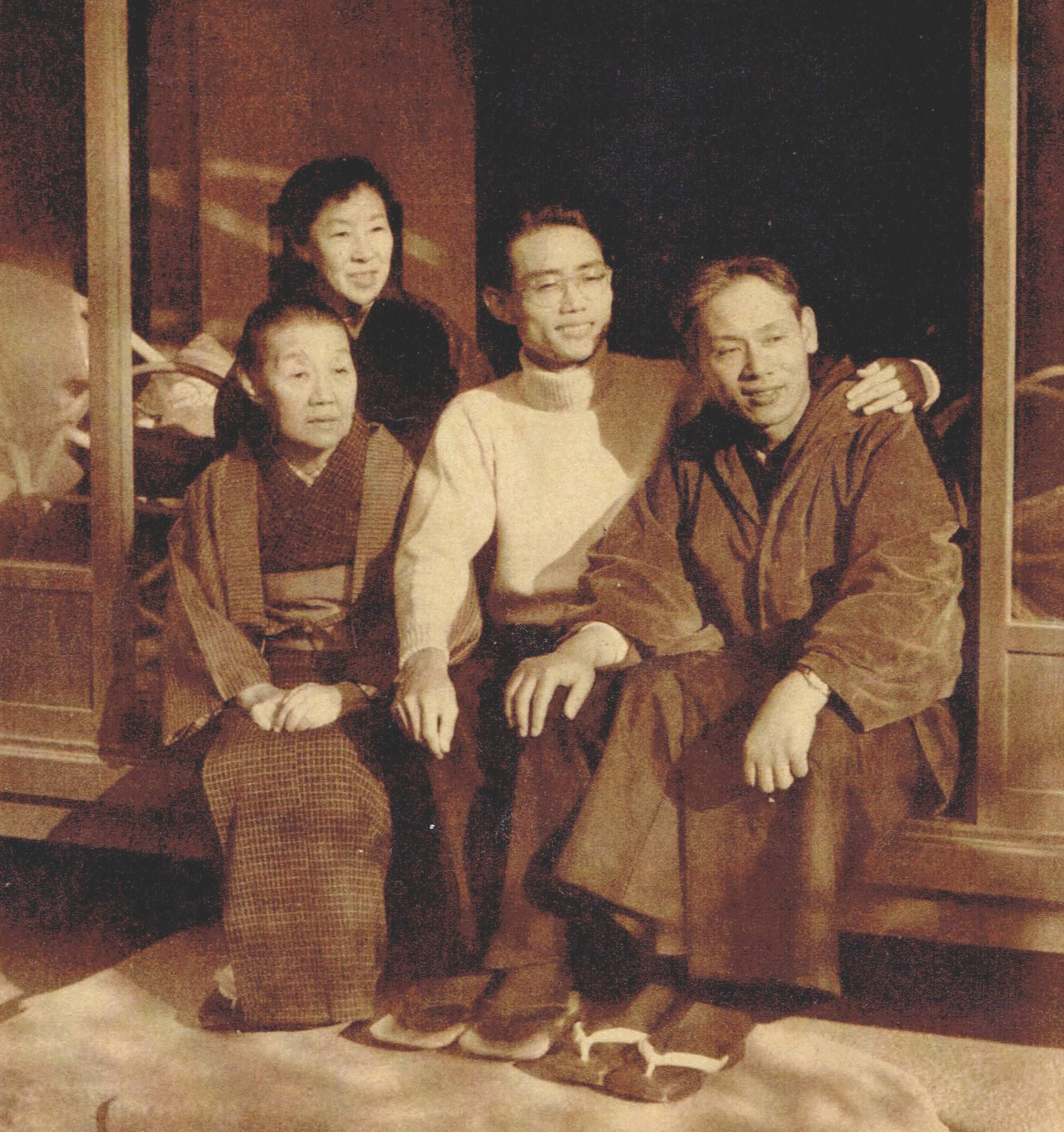
『キネマ旬報』第199号（1958年）より。右から松田定次、松田寛夫、松浦築枝、松田照（牧野省三先妻）。

### 映画
※の付いている作品は、撮影として参加したものである。
- 恋と武士（1925年）※
- 或る殿様の話（1925年）※
- 剣かたばみ（1925年）※
- 糸の切れた風船玉（1925年）※
- 黒髪地獄 前後篇（1925年）※
- 山賊（1926年）※
- 延宝奇聞 美丈夫 前篇（1926年）※
- 延宝奇聞 美丈夫 後篇（1926年）※
- 孔雀の光 前篇（1926年）※
- 孔雀の光 第二篇（1926年）※
- 外道（1926年）※
- 孔雀の光 第三篇（1926年）※
- 討たるゝ兄弟（1926年）※
- 憤怒（1926年）※
- 女経（1926年）※
- 修羅八荒 解決篇 前後篇（1926年）※
- 大江戸の丑満時（1926年）※
- 青い眼の人形（1926年）※
- 恋の丸橋（1926年）※
- 悪縁泥まみれ（1927年）※
- 稲妻 前篇（1927年）※
- 稲妻 後篇（1927年）※
- 心中雲母阪（1927年）※
- 学生五人男 発端篇（1927年）※
- 影武者（1927年）※
- 鳴門秘帖 第四篇（1927年）※
- 鳴門秘帖 第五篇（1927年）※
- 仮名手本忠臣蔵七団目（1927年） - 監督補
- 鳴門秘帖 第六篇（1927年）※
- 敵討鑓諸共（1927年）※
- 鳴門秘帖 最終篇（1927年）※
- 盛綱（1927年） - 監督補
- 百万両秘聞 第二篇（1927年） - 監督補
- 合点勘次（1927年） - 補助監督
- 藩士河原乞食（1928年）※
- 間者（1928年）
- 雷電（1928年）
- 佐平次捕物帖 謎 前篇（1928年）
- かわいさうな大九郎（1928年）
- 大化新政（1929年） - 監督補助
- 無理矢理三千石（1929年）
- 盗まれた大九郎（1929年）
- オイコラ行進曲 湯煙り長屋合戦の巻（1930年）
- 学生三代記 天保時代（1930年）
- 御浪人横丁（1930年）
- 相会傘三両侍（1931年）
- 旅枕松平長七郎（1931年）
- 武州の双竜（1931年）
- 任侠大名五郎蔵（1932年）
- 伊太八縞（1932年）
- 明暗三世相 前篇（1932年）
- 染分振子（1933年）
- さけぶ雷鳥（1933年）
- 半次月夜の唄（1933年）
- 晴れ晴れ左門（1933年）
- 藤三行状記 前篇（1934年）
- 藤三行状記 後篇（1934年）
- 天保水滸伝（1934年）
- 女心双情記（1934年）
- 帰去来峠（1934年）
- 愛憎一代（1935年）
- 地獄囃子 前篇（1935年）
- 風流奴髭（1935年）
- 花の春遠山桜（1936年）
- 旅の馬鹿安（1936年）
- 松平外記（1936年）
- 丹下左膳 乾雲必殺の巻 第一篇（1936年） - 応援監督
- 丹下左膳 坤竜呪縛之巻（1936年） - 応援監督
- 弥太郎笠 前篇（1936年）
- 江戸育ちお祭佐七（1936年）
- 弥太郎笠 後篇（1936年）
- 裸の礫（1936年）
- 歌舞伎剣法（1936年）
- 刀を抜いて（1937年）
- 戦国時代（1937年）
- 鞍馬天狗 角兵衛獅子の巻（1938年）
- 次郎長一家（1938年）
- 度胸千両（1938年）
- 鞍馬天狗 竜攘虎搏の巻（1938年）
- 荒獅子（1938年）
- 長八郎絵巻 月の巻（1939年）
- 長八郎絵巻 花の巻（1939年）
- 股旅の唄（1939年）
- 鞍馬天狗 江戸日記（1939年）
- 鞍馬天狗 恐怖篇（1939年）
- 無明有明 前篇（1939年）
- 無明有明 後篇（1939年）
- 純情一代男（1939年）
- 涙の捕縄（1940年）
- 赤穂の人妻（1940年）
- 牢獄の狼（1940年）
- 護国の鬼（1940年）
- 北海に叫ぶ武士（1940年）
- 山岳武士（1941年）
- 姿なき復讐（1941年）
- 成吉思汗（1943年）
- 高田馬場前後（1944年）
- 河童大将（1944年）
- 明治の兄弟（1946年）
- 国定忠治（1946年）
- 七つの顔（1946年）
- 闇を走る馬者（1947年）
- 十三の眼（1947年）
- 宵祭八百八町（1947年）
- 三本指の男（1947年）
- 木曾の天狗（1948年）
- 二十一の指紋（1948年）
- 五人目の目撃者（1948年）
- にっぽんGメン（1948年）
- 黒雲街道（1948年）
- 三十三の足跡（1948年）
- 白虎（1949年）
- 獄門島（1949年）
- 獄門島 解明篇（1949年）
- にっぽんGメン 第二話 難船﨑の血鬪（1950年）
- 獅子の罠（1950年）
- 闇に光る眼（1950年）
- 旗本退屈男捕物控 七人の花嫁（1950年）
- 旗本退屈男捕物控 毒殺魔殿（1950年）
- 天狗の安（1951年）
- 八ツ墓村（1951年）
- 江戸恋双六（1951年）
- 遊民街の夜襲（1952年）
- 乞食大将（1952年〈製作は1945年〉）
- 修羅八荒（1952年）
- 丹下左膳（1952年）
- 流賊黒馬隊 暁の急襲（1952年）
- 流賊黒馬隊 月下の対決（1952年）
- 朝焼け富士 前篇（1953年）
- 朝焼け富士 後篇（1953年）
- 新書太閤記 急襲桶狭間（1953年）
- 山を守る兄弟（1953年）
- 鬼伏せ街道（1953年）
- 忠治旅日記 喧嘩大鼓（1953年）
- 旗本退屈男 どくろ屋敷（1954年）
- 伝七捕物帳 人肌千両（1954年）
- 悪魔が来りて笛を吹く（1954年）
- 影法師一番手柄 妖異忠臣蔵（1954年）
- 八百屋お七 ふり袖月夜（1954年）
- 残月一騎討ち（1954年）
- 多羅尾伴内シリーズ 隼の魔王（1955年）
- 風雲将棋谷（1955年）
- 青龍街の狼（1955年）
- 弥太郎笠（1955年）
- 多羅尾伴内シリーズ 第八話 復讐の七仮面（1955年）
- 多羅尾伴内シリーズ 戦慄の七仮面（1956年）
- 赤穂浪士 天の巻・地の巻（1956年）
- 剣豪二刀流（1956年）
- 父子鷹（1956年）
- 旗本退屈男 謎の幽霊船（1956年）
- 髑髏銭（1956年）
- 妖蛇の魔殿（1956年）
- 任侠清水港（1957年）
- 旗本退屈男 謎の紅蓮塔（1957年）
- 鳳城の花嫁（1957年）
- 隼人族の叛乱（1957年）
- ゆうれい船 怒濤篇（1957年）
- ゆうれい船（1957年）
- 恋風道中（1957年）
- 任侠東海道（1958年）
- 多羅尾伴内 十三の魔王（1958年）
- 丹下左膳（1958年）
- 大江戸七人衆（1958年）
- 奴の拳銃は地獄だぜ（1958年）
- 旗本退屈男（1958年）
- 隠密七生記（1958年）
- 丹下左膳 怒濤篇（1959年）
- 忠臣蔵 櫻花の巻・菊花の巻（1959年）
- 新吾十番勝負（1959年）
- 風流使者 天下無双の剣（1959年）
- 水戸黄門 天下の副将軍（1959年）
- 天下の伊賀越 暁の血戦（1959年）
- 任侠中仙道（1960年）
- 丹下左膳 妖刀濡れ燕（1960年）
- 新吾十番勝負 第三部（1960年）
- 新吾十番勝負 完結篇（1960年）
- 旗本退屈男 謎の暗殺隊（1960年）
- 水戸黄門（1960年）
- 庄助武勇伝 会津磐梯山（1960年）
- 新吾二十番勝負（1961年）
- 赤穂浪士（1961年）
- 丹下左膳 濡れ燕一刀流（1961年）
- 新吾二十番勝負 第二部（1961年）
- 維新の篝火（1961年）
- 天下の御意見番（1962年）
- 源九郎義経（1962年）
- 右門捕物帖 紅蜥蜴（1962年）
- 血煙り笠（1962年）
- 若さま侍捕物帳 お化粧蜘蛛（1962年）
- 勢揃い東海道（1963年）
- 中仙道のつむじ風（1963年）
- 新吾二十番勝負 完結篇（1963年）
- 血と砂の決斗（1963年）
- 人斬り笠（1964年）
- 新吾番外勝負（1964年）
- バラケツ勝負（1965年）
- めくらのお市物語 真っ赤な流れ鳥（1969年）
- めくらのお市 地獄肌（1969年）

### テレビドラマ
- 風雲児半次郎（1964年）
- 水戸黄門（1964年）
- 新吾十番勝負（1966年）
- 鞍馬天狗（1967年）
- 風（1967年 - 1968年）
- 黒い編笠（1968年）
- 牢獄の花嫁（1968年）

### アニメ
- 佐武と市捕物控（1968年） - 監修